# キャロリン・ビベンズ
キャロリン・ビベンズ（Carolyn Bivens、1952年12月29日 - ）は、2005年から2009年7月13日に辞任するまで、全米女子プロゴルフ協会（以下LPGA）のコミッショナーを務めた。LPGA が1950年に設立されて以降、7代目のコミッショナーにして初めての女性だった。
コミッショナー就任以前は、広告会社インターパブリックグループオブカンパニーズ (Interpublic Group of Companies, IPG) の関連会社で米国最大のメディアサービス代理店であるイニシアティブメディアノースアメリカ (Initiative Media North America) の社長兼最高執行責任者だった。また、大衆紙 USAトゥデイにも所属し、同紙およびその国際版の広告業務を主導した。2002年にはエレクトロニックメディア (Electronic Media) 誌によりテレビ界で最もパワフルな女性の一人に選出された。

## LPGA コミッショナー
ビベンズは2005年から2009年に辞任するまで、LPGAのコミッショナー職を務めた。LPGAコミッショナーとは LPGA の最高経営責任者 (CEO) と最高管理責任者 (CAO) を兼ね、かつ日常業務もこなさなければならない職種だった。LPGAの人材発掘委員会は、深化する LPGA の人材プールとしてのブランド価値を生かすことを意図し、メディア及び営業の経験が豊富だった点を重視してビベンズを選んだ。この時期、LPGA にはかつてないほど新しいスーパースター候補が流入しており、その多くは従来の LPGA の観客層とは異なる層に属していた。ビベンズの戦略は、数人のライターによれば、LPGA のビジネスモデルを他のプロスポーツ組織のそれと比較して見直そうという試みだった。この計画の主な目的は、トーナメントの賞金額の増加、大会会場や LPGA 関連のメディア権に対するより大きな管轄権の確立、実現可能な年金制度や医療制度の提供などだった。

## LPGA 在職期間中の成果

### 薬物検査の導入
2006年にはプロゴルフで初めての薬物検査プログラム導入を発表した。このプログラムは2008年シーズンに実施された。 

### メディアクレデンシャルポリシーの変更
2006年のトーナメント第2戦であるフィールズオープンインハワイに際して、LPGA はメディアの権利について記者団の特定メンバーと交渉を行ったが膠着状態となった。ホノルルの新聞2紙とアソシエーテッドプレス、スポーツイラストレイテッド、ゴルフワールド及びその他無名の各誌が第1ラウンドの模様を報道しなかった。ゴルフワールドはLPGAとの合意に達するのに時間が掛かり翌日も報道をしなかった。このことはマスコミの間では大きな話題となり多くの言及がなされたが、LPGA および報道各社の両方が交渉内容の詳細を明らかにしなかった。1年後にLPGAはそのメディア権利クレデンシャルを LPGAMediaCredential.com で公開した。

### デュラメッドフューチャーズツアーの買収
2007年7月、LPGAはデュラメッドフューチャーツアー (Duramed Futures Tour) を買収し、これを正式な LPGA 下部ツアーとして認定した。

### LPGA理事会への外国人プレーヤー参加
LPGA 憲章が2008年に修正され、理事会に外国人選手を含めなくてはならないこととなった。

### テレビ番組
2009年2月、ビベンズはテレビ放映権に関して2つのことを発表した。国内ではケーブルネットワークゴルフチャンネルと10年間のパートナーシップを結び、これを LPGA ツアーの独占的拠点とした。国際的には、LPGAと韓国のテレビ局 JoongAng Broadcasting Corporation (JBC) が、2010年から5年間の放映権契約を結び、J Golf が韓国におけるオフィシャルメディアとなった。また、JBC は2010年から2014年の間、ロサンゼルス大都市圏での大会を引き受けることとされ、このJBCの投資額は LPGA 史上最高額となった。

### Twitterの使用案
2009年5月28日のインタビューで、ビベンズは「プレーヤーがラウンド中にツイッターを発信するのも良いわね」と発言したとされる。ブルームバーグはこのオリジナルのインタビュー記事を説明なく削除したので、どのような経緯でこの発言がなされたのか、その後沸き起こった批判の真意に関する客観的評価が不可能になった。元のインタビューの代わりに掲載された記事はポーラ・クリーマーとモーガン・プレッセルという二人の有力なプレーヤーの反応に焦点を当てたものだった。二人ともファンへの情報発信としてツイッターを利用しているが、プレー中の発信はしていない。インタビューから8日後の2009年6月5日、ビベンズは、当該発言は前後の文脈を無視して切り取られたものであり、プレーヤーはプレー中にツイッターでの発信をすべきでない、と強調した。

## LPGA コミッショナー辞任
2009年の7月初旬、ツアーのトッププレーヤーのグループから LPGA 理事会宛に、まだ契約任期が2年残っているビベンズの辞任を求める手紙が舞い込んだ。最大の苦情は、すべてのツアープレーヤーは英語が堪能になるべきであるというビベンズの主張だった。この主張は国内外のツアープレーヤーから強い反発を呼んでいた。手紙は、2010年には長年行われてきた大会のいくつかがその歴史に幕を閉じることになったことや、ビベンズの管理スタイルややり方は逆効果であると多くのトーナメントディレクターが不満に思っているとした。手紙ではLPGAメンバーの過半数がこの辞任要求を支持していると述べていた。2009年7月13日、ビベンズは正式に辞任し新しいコミッショナーを見つける間の代理のコミッショナーが指名された。